# Lúcio Volúmnio Flama Violente
Lúcio Volúmnio Flama Violente (em latim: Lucius Volumnius Flamma Violens) foi um político da gente Volúmnia da República Romana, eleito cônsul por duas vezes, em 307 e 296 a.C. com Ápio Cláudio Cego nas duas vezes. Jacques Heurgon explica que o cognome "Violens" é derivado da devoção popular preponderante na Volúmnia ao herói tebano Iolau ("Iolaus"). Era um homem novo, o primeiro de sua família a chegar ao consulado, e o primeiro homem novo a consegui-lo.

## Homem novo
Segundo a tradição romana, a participação no Senado Romano, nas magistraturas, nos cargos de cônsul e nas várias posições religiosas era restrita aos patrícios. Volúmnio foi, por isto, um beneficiário do Conflito das Ordens, um período de duzentos anos de conflito no qual os plebeus gradualmente foram conquistando a igualdade política e o direito de concorrer a todas as funções enquanto cidadãos. A Lex Licinia Sextia, de 367 a.C., que restaurou o consulado (depois do período dos tribunos consulares) e tentou reservar uma das duas posições de cônsul aos plebeus,  foi ignorada depois de uns poucos casos iniciais até a eleição de Lúcio Volúmnio Flama em 307 a.C. O conflito só se encerraria em 287 a.C., quando finalmente os plebeus conseguiram a igualdade.
Diz John Briscoe sobre ele: "O primeiro cônsul plebeu conhecido a ter presidido foi L. Volumnius Flamma Violens em 296  [sic].". Porém, Mario Torelli afirma que "...o famoso P [sic] Volumnius Flamma Violens, cons. em 307 e 296 a.C., pode estar entre os descendentes (plebeus) de P. Volumnius Amintinus Gallus, cons. em 461.".

## Primeiro consulado (307 a.C.)
Em 307 a.C., foi eleito cônsul com Ápio Cláudio Cego. Enquanto Ápio permaneceu em Roma e Quinto Fábio Máximo Ruliano, o cônsul do ano anterior, continuou no comando da campanha em Sâmnio, Lúcio Volúmnio foi encarregado da guerra contra os salentinos, que os romanos venceram em várias batalhas e tomaram diversas cidades inimigas. Estas vitórias são, porém, duvidosas, já que o nome de Flama não aparece nos Fastos Triunfais e um dos cronistas, Pisão, omite seu consulado completamente.

## Segundo consulado (296 a.C.) e proconsulado (295 a.C.)

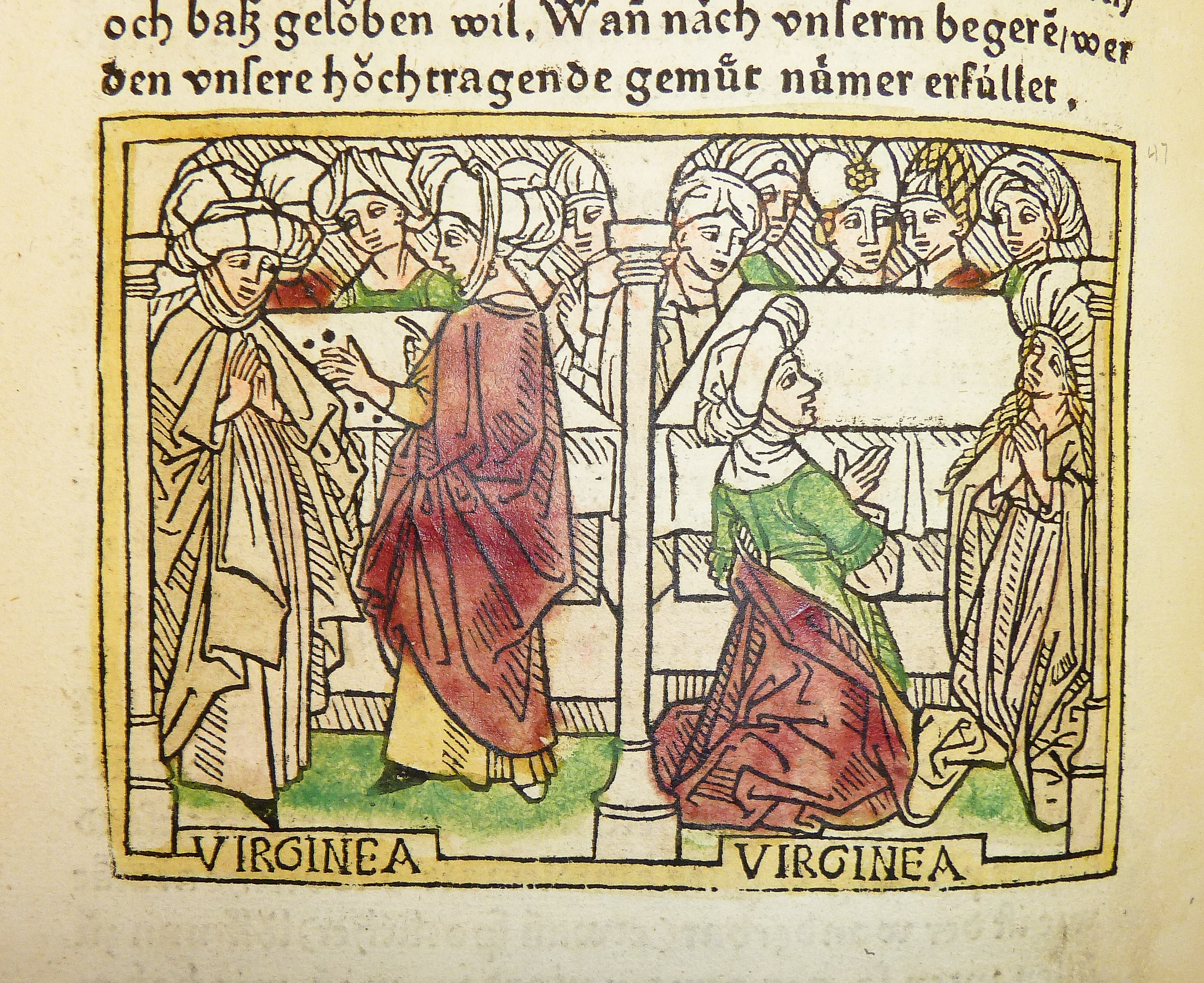
Xilogravura de Virgínia Volúmnia, esposa de Lúcio Volúmnio Flama.

Depois que Ápio Cláudio Cego e Lúcio Volúmnio Flama Violente foram eleitos, eles ordenaram que Quinto Fábio Máximo Ruliano e Públio Décio Mus, cônsules do ano anterior, continuassem em Sâmnio por mais seis meses com poderes proconsulares. O exército samnita, liderado Gélio Egnácio, sem condições de permanecer em seu país, ofereceu seus serviços à Etrúria, que aceito; sob a liderança dele, os úmbrios também se juntaram à coalizão e mercenários gauleses foram contratados. Convocando uma reunião entre todos os líderes etruscos, Egnácio declarou que a guerra pela liberdade era melhor que a paz servil e anunciou sua intenção de atacar Roma, conseguindo o apoio dos etruscos.
Ao receber notícias destes perigosos eventos, o Senado enviou Ápio Cláudio para a Etrúria à frente das legiões I e IX, além de 12 000 tropas aliadas, mas o resultado foi uma série de batalhas inconclusivas. O segundo cônsul para o mesmo ano, Lúcio Volúmnio Flama, estava apoiando os dois procônsules na destruição de Sâmnio quando os lucanos desertaram, influenciados por um apelo do povo comum de Sâmnio. Flama alega ter recebido uma carta de Cláudio pedindo sua ajuda, uma reivindicação depois negada por ele. Enviando Fábio Máximo para tratar dos lucanos, o próprio Flama seguiu para a Etrúria.
Cláudio não ficou satisfeito de vê-lo e ordenou que ele fosse embora, mas foi dissuadido pelos oficiais de seu próprio exército. Os homens realizaram uma votação verbal de magnitude que chegou a criar apreensão no acampamento inimigo e eles se prepararam para o combate. Os romanos partiram imediatamente para aluta, com Cláudio cedendo por não ter mais o que fazer. Os romanos atacaram tão ferozmente com Cláudio à frente, que se posicionou nas primeiras fileiras com seus homens e lutava invocando incessantemente a deusa romana da guerra, Belona, com os braços erguidos para o céu. A luta terminou em uma vitória completa dos romanos, que expulsaram os inimigos de seu acampamento, matando 7 300 e tomando 2 120 prisioneiros.
Enquanto isto, as forças reduzidas de Fábio Máximo e Décio Mus não foram capazes de conter os samnitas, que levantaram um outro exército para invadir e saquear a Campânia. Chegando lá depois de marchas forçadas, Flama soube que o exército samnita estava acampado perto do rio Volturno, já no caminho de volta a Sâmnio. Na Batalha do Volturno, o exército de Flama esperou numa emboscada do lado de fora do acampamento samnita. Ele havia infiltrado-o com espiões nativos na noite anterior, que informaram que os samnitas iniciariam a marcha ao raiar do dia. Ao amanhecer, Flama permitiu que parte do exército marchasse para fora, dividindo suas forças, antes de lançar um ataque com tal ferocidade que logo a batalha passou a se desenrolar dentro do acampamento. 7 400 prisioneiros romanos aprisionados pelos samnitas foram libertados e se juntaram ao combate. No final do dia, os romanos mataram 6 000, tomaram mais 2 500 prisioneiros, incluindo quatro tribunos militares e o comandante, Estácio Minácio, além de 30 estandartes. Eles redistribuíram os espólios capturados aos seus respectivos donos e o que não foi reivindicado foi dado aos soldados. As esperanças samnitas sofreram, nesta batalha, um golpe fatal.
Notícias chegaram em Roma, porém, que Gélio Egnácio havia conseguido levantar um outro exército no norte, composto por samnitas, etruscos, úmbrios e gauleses. O Senado, em ponto de desespero, preparou-se para mobilizar o que restava das forças romanas. Um alistamento de todos os homens, incluindo adolescentes, velhos e filhos de libertos foi determinado. Pela primeira vez, o Senado começou a debater uma despopulação completa de Sâmnio, uma medida que, contudo, jamais foi levada adiante.

## Anos finais
Em 295 a.C., com poderes proconsulares conferidos por mais um ano, Lúcio Volúmnio derrotou os samnitas perto de Tiferno enquanto Ápio Cláudio foi convocado a Roma pelo cônsul Quinto Fábio Máximo Ruliano. Depois da vitória de Fábio Ruliano e Públio Décio Mus na  Batalha de Sentino. Fábio Ruliano deixou o exército de Décio Mus, que foi morto em combate, para vigiar a Etrúria, onde Perúsia ainda continuava em guerra, e seguiu para Roma para celebrar um triunfo. Ápio Cláudio, que estava em Roma, foi então enviado para assumir o exército de Décio como propretor enquanto Fábio Ruliano marchou para enfrentar e derrotar os perúsios. Os samnitas atacaram a região do vale do rio Liris (em Fórmias e Véscia) e do rio Volturno, mas foram perseguidos tanto por Cláudio Cego quanto por Lúcio Volúmnio, que juntaram suas forças e os derrotaram perto de Caiatia, perto de Cápua.

### Virgínia
Flama casou-se com Virgínia, filha de Aulo Vergínio, um patrício. Ela é uma das 106 mulheres da obra "Sobre Mulheres Famosas", de Giovanni Boccaccio ("De mulieribus claris", 1362). Por volta de 295 a.C., as matronas romanas insultaram Virgínia ao impedir seu acesso à cerimônia no Templo da Pudicícia Patrícia que era realizada em homenagem à virtude feminina da pudicícia ("modéstia") por ela ter se casado com um plebeu. Por isso, ela mesma mandou construir um altar em sua casa para a Pudicícia Plebeia. Diz Boccaccio: "A partir desta época, e por um longo tempo depois, o templo de Plebeia Pudicícia permaneceu igual em santidade ao altar dos patrícios, pois nenhuma mulher poderia oferecer um sacrifício nele a não ser que tivesse uma castidade singular e tivesse apenas um marido […]".